# Kozí hřbety

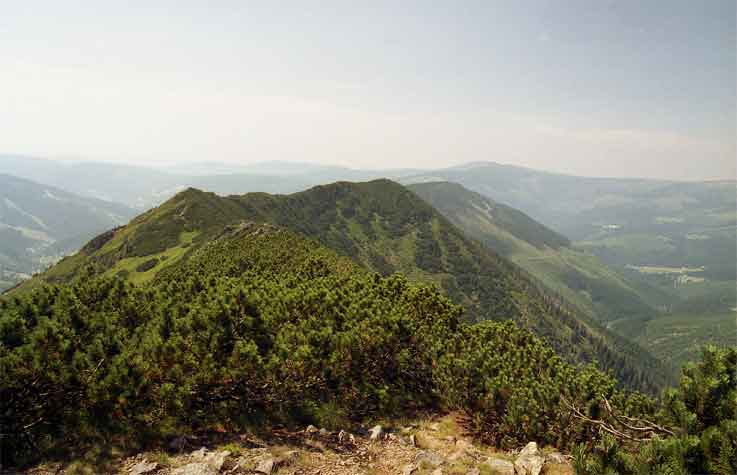
Kozí hřbety

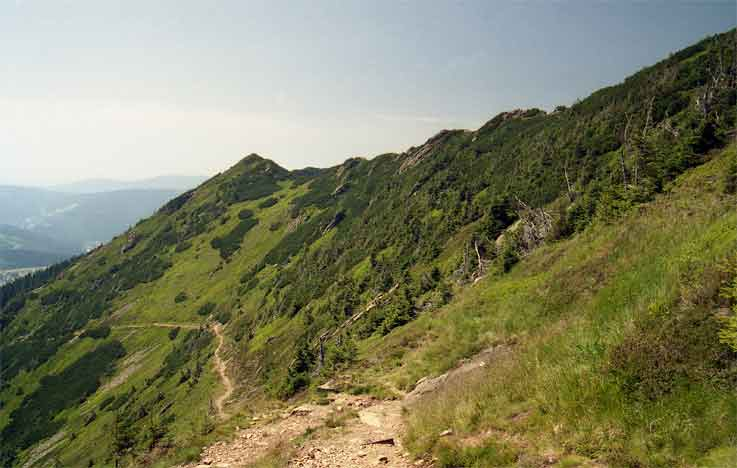
Kozí hřbety

Kozí hřbety (1321–1422 m n.p.m.) – grzbiet górski w Sudetach Zachodnich w paśmie Karkonoszy, po ich czeskiej stronie.

## Położenie
Grzbiet położony jest na północny wschód od miejscowości Szpindlerowy Młyn (Špindlerův Mlýn) na obszarze czeskiego Karkonoskiego Parku Narodowego, w środkowo-południowej części Karkonoszy. Rozciąga się równolegle do Śląskiego Grzbietu, a oddzielony jest od niego obszarem źródliskowym Łaby (Sedmídolí). Grzbiet ciągnie się od Doliny Łaby (Labský důl) na zachodzie do Łącznej Góry (Luční hora) na wschodzie.

## Opis
Jest to krótki, stromy i skalisty grzbiet górski we wschodniej części Czeskiego Grzbietu, zbudowany w większości ze skały gnejsowej. Ma charakter typowo wysokogórski z graniami, z którego wznoszą się szczyty dochodzące do piętra łąk wysokogórskich. Grzbiet ograniczony jest Doliną Białej Łaby (Důl Bílého Labe) i Sedmídolí od północy, a Dolski Potok (Dolský potok) ogranicza grzbiet od południa. Grzbiet porośnięty jest kosodrzewiną, a zbocza pokrywają świerkowe lasy górnego regla. Powyżej granicy regla górnego zbocza porastają zarośla i kosodrzewina. W celu ochrony alpejskich łąk z zaroślami świerków i barwną florą w szczytowej części grzbietu utworzono rezerwat przyrody. Z północno-wschodniego zbocza grzbietu 2 września 1994 roku w stronę Doliny Białej Łaby zeszła ziemna lawina.
W XVI i XVII wieku na południowym zboczu funkcjonowało kilka sztolni, którymi wydobywano rudy miedzi, złota.

## Turystyka
Południowym podnóżem grzbietu przechodzą szlaki turystyczne:
  – czerwony z Białej Łąki (Bílá louka) do Szpindlerowego Młyna, prowadzący południowym podnóżem grzbietu.
  – zielony z Pecu pod Śnieżką do Szpindlerowego Młyna, prowadzący południowym podnóżem grzbietu.
  – niebieski z Równi pod Śnieżką do rozgałęzienia szlaku w Dolinie Łaby, prowadzący Doliną Białej Łaby po północnej stronie grzbietu.
  – żółty, prowadzący podnóżem wokół zachodniej części grzbietu.
Dla turystów dostępna jest tylko wschodnia część szczytowa Kozich Grzbietów, gdzie znajduje się punkt widokowy z panoramą na zachodnią część Karkonoszy i Sedmidola.